# Rezerwat przyrody Kra Jurajska
Kra Jurajska – rezerwat przyrody znajdujący się na terenie gminy Łuków w województwie lubelskim. Jeden z najbardziej unikatowych rezerwatów pod względem przedmiotu ochrony – ochrona dotyczy rzadkiego zjawiska, jakim jest występowanie w podłożu kry lodowcowej sporej wielkości.
- powierzchnia: 8,00 ha
- dokument powołujący: Zarządzenie Ministra Leśnictwa i Przemysłu Drzewnego z dnia 15 grudnia 1980 roku w sprawie uznania za rezerwat przyrody[3].
- przedmiot ochrony (według aktu powołującego): zachowanie unikalnego złoża (pokładu) czarnych iłów jurajskich z licznymi skamieniałościami, głównie amonitów (kra lodowcowa).